# Orson
Orson is een Amerikaanse rockband uit Hollywood, Californië. De band werd in 1999 opgericht. De band bestaat uit:
- Jason Pebworth, zanger en pianist
- Kevin Roentgen, gitarist
- George Astasio, gitarist
- Johnny Lonely, bassist
- Chris Cano, drummer.

Tijdens het maken van hun debuutalbum werden ze ondersteund door Chad Rachild, gitarist en producer.

## Oprichting en naam
Orson werd in 1999 opgericht door Jason Pebworth en gitarist George Astasio. De groep noemde zich naar Orson Welles, een legende in Hollywood. Volgens de band zijn er twee redenen hiervoor. Ten eerste bewonderden ze het werk van Welles (Pebworth: "Orson Welles was a maverick who took a lot of shit and made a lot of enemies yet his art stood the test of time.". Vertaling: Orson Welles was een buitenbeentje die een hoop ellende heeft meegemaakt en een hoop vijanden maakte, maar toch doorstond zijn werk de tand des tijds). Ten tweede, ze zagen dat er een sandwich naar Welles was vernoemd, en merkten op dat de naam gewoon goed klonk. De naam Orson kreeg later een belangrijkere plek bij de bandleden. Pebworth: "We're having a little fun with the fact that we're based in Hollywood. There are so many bands from Hollywood, and none of them seem to have any sense of being from here. I love the mystique that this place has. That's why we wear hats everywhere, as a nod to the Old Hollywood." (Vertaling: "We vinden het belangrijk dat we uit Hollywood komen. Er zijn zo veel bands uit Hollywood, en geen enkele lijkt zich ervan bewust te zijn dat ze hiervandaan komen. Ik houd van de sfeer die Hollywood heeft. Daarom dragen we overal hoeden, als een eerbetoon aan het oude Hollywood")

## Muziek

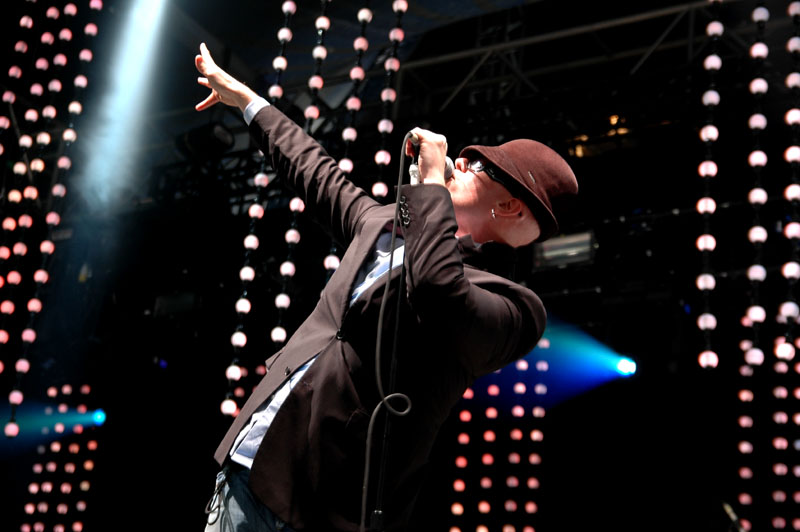
James Pebworth

De zanger van de band, Jason Pebworth, beschrijft het Orson-geluid als "gitaarrock" maar dat hun geluid ook beïnvloed wordt door de percussie, die een R&B-gevoel aan het geluid geeft. Pebworth zegt dat veel verschillende muziekstijlen hem hebben beïnvloed, Broadwaymuziek en Black Sabbath, maar ook bands die hij beluisterde toen hij in Texas opgroeide, vooral soft rockbands als Hall & Oates, The Doobie Brothers, Steely Dan, Memphis and Philly Soul.
Tijdens zijn collegeajaren zette Nirvana Pebworth aan het denken over een eigen band. Obsessies met Jeff Buckleys Grace and Radioheads OK Computer volgden. De band houdt nu van muziek van Led Zeppelin, Flaming Lips, Beck en Björk. Pebworth geeft ook aan ELO-fan te zijn.

## Liedteksten
De nummers van Orson gaan vaak over meisjes die verliefd worden of dat niet meer zijn. De nummers vormen een dagboek van Jason Pebworths eigen liefdesleven. "I torture myself over lyrics," zegt hij. "Ultimately, the best stuff, the funniest lines, come out of the most heartbreaking times. To me, Elvis Costello is one of the great lyricists. He can make something really funny out of something truly tragic. I like that approach. It's like the great comedians." (Vertaling: "Ik martel mijzelf met de liedteksten. Uiteindelijk komt het beste gedeelte, de grappigste regels uit de meest hartverscheurende tijden. Elvis Costellis is voor mij een van de beste tekstschrijvers. Hij kan iets erg grappigs maken uit iets dat verschikkelijk tragisch is. Ik houd van die aanpak. Het is als de grote komieken")

## Trivia
- Het eerste nummer dat Orson lanceerde, No Tomorrow, werd gratis downloadbaar aangeboden in de online muziekwinkel iTunes Store. Het was de meeste gedownloade single van de week sinds het begin van iTunes.
- Orson trad op in het voorprogramma van Duran Duran tijdens hun optreden in Duran Durans Astronaut Tour.
- Orson trad op in Dudee voor het programma Big Weekend van BBC Radio 1 en heeft vaak opgetreden in BBCs Top of the Pops.
- Tijdens Robbie Williams World Tour 2006 (21-24 juni 2006), trad Orson vier keer op in het voorprogramma in een uitverkochte Amsterdam ArenA. Basement Jaxx trad ook op in het voorprogramma.
- Orson stond op Lowlands 2006.

## Discografie

### Albums
| Album met eventuele hitnotering(en) in de Nederlandse Album Top 100 | Datum van verschijnen | Datum van binnenkomst | Hoogste positie | Aantal weken | Opmerkingen |
| ------------------------------------------------------------------- | --------------------- | --------------------- | --------------- | ------------ | ----------- |
| Bright Idea                                                         | 2006                  | -                     |                 |              |             |
| Culture Vulture                                                     | 2007                  | -                     |                 |              |             |

### Singles
| Single met eventuele hitnotering(en) in de Nederlandse Top 40 | Datum van verschijnen | Datum van binnenkomst | Hoogste positie | Aantal weken | Opmerkingen |
| ------------------------------------------------------------- | --------------------- | --------------------- | --------------- | ------------ | ----------- |
| Bright Idea                                                   | 2006                  | -                     |                 |              |             |
| No Tomorrow                                                   | 2006                  | 15-04-2006            | tip9            |              |             |
| Ain't No Party                                                | 2007                  | 17-11-2007            | 33              | 2            |             |